# Iris foetidissima
El lirio hediondo    (Iris foetidissima) es una especie de la familia de las iridáceas

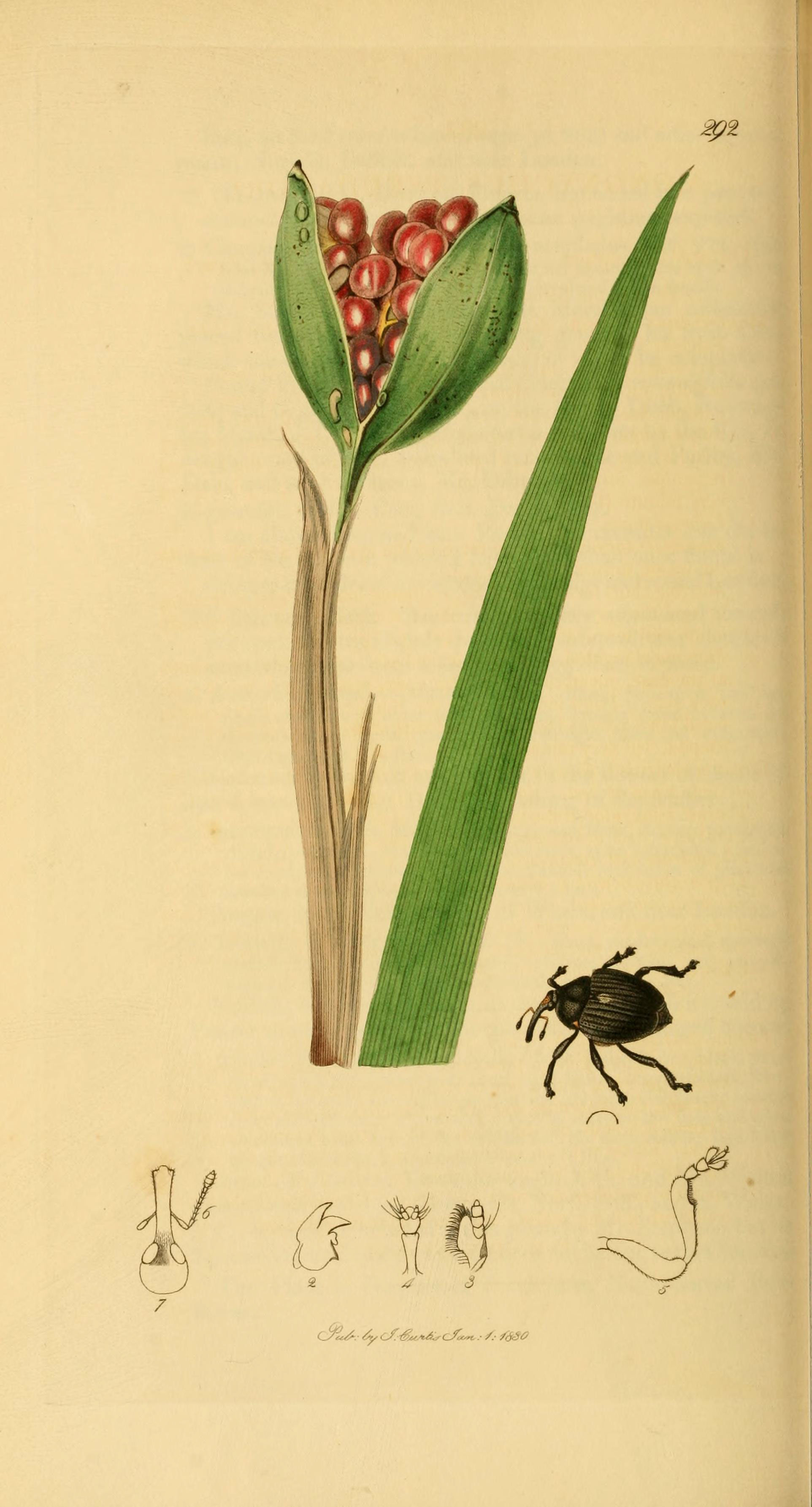
Ilustración

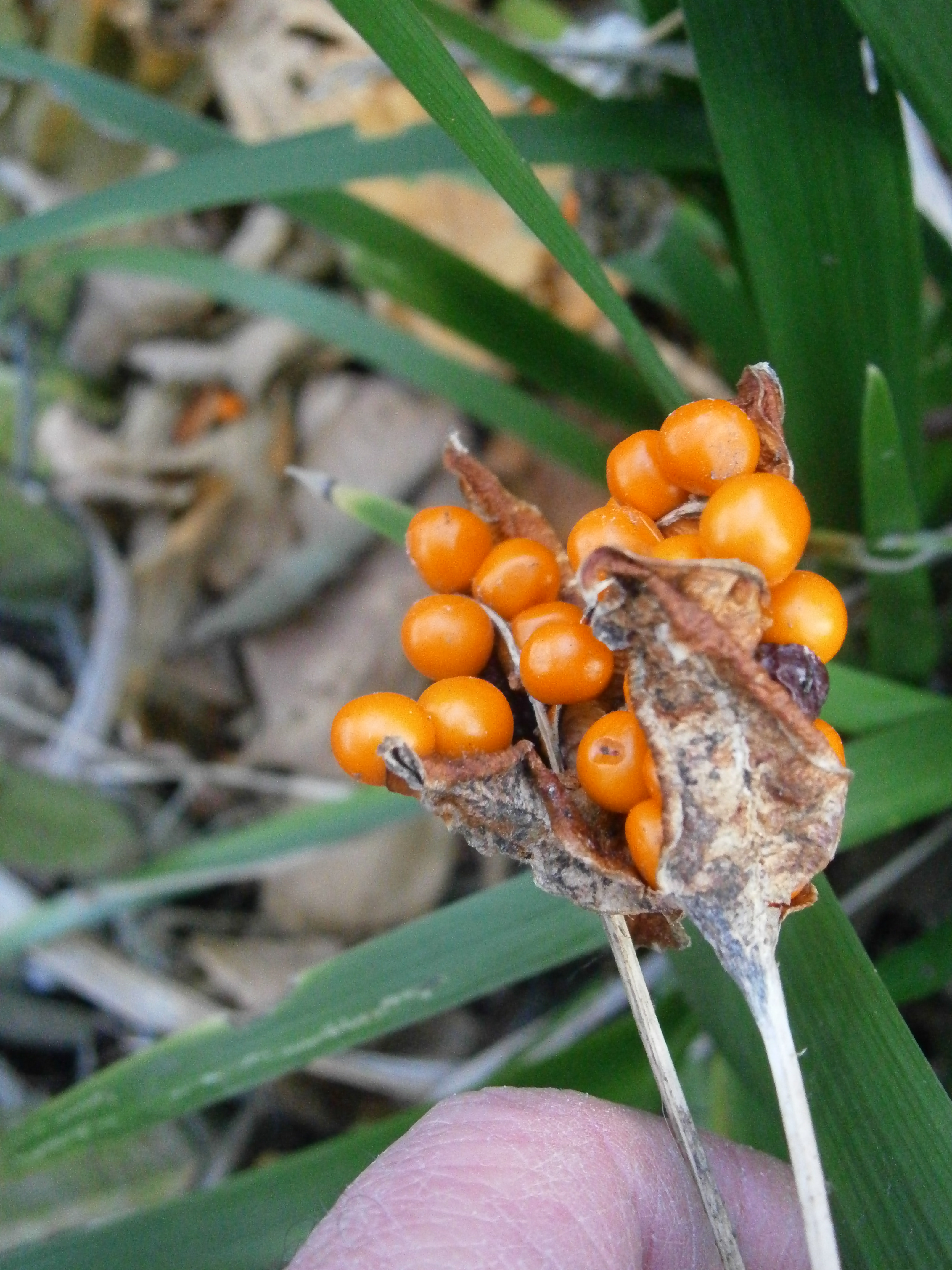
Frutos

## Descripción
Al igual que los demás lirios, el hediondo está provisto de un grueso y prolongado rizoma. Sus hojas son perennes, envainantes, en forma de espada y, prácticamente todas, radicales; las caulinares son opuestas. Las flores aparecen en grupos de hasta 3, al extremo de un escapo floral de 30-40 cm. Son grandes y de un color azul pálido matizado de amarillo. Las piezas que componen la flor son más estrechas que las de otros lirios. El fruto es una cápsula ovoide que se abre en valvas, dejando al descubierto llamativas simientes rojas que permanecen durante largo tiempo adheridas a las valvas.

## Hábitat
Es muy frecuente en los bosques galería. Gusta de suelos bien drenados.

## Distribución
De las Islas Azores a Sicilia y de Gran Bretaña al África del norte.

## Toxicidad
Tanto los rizomas como las hojas de esta planta son tóxicos por ingestión causando vómitos y diarrea.
También se conoce toxicidad causada por glicósidos y que afecta principalmente al hígado.

## Usos
Los rizomas de esta planta se han empleado en decocción como purgantes, analgésico y contra la migraña.

## Taxonomía
Iris foetidissima fue descrita por Carlos Linneo y publicado en Sp. Pl. 39 1753.
Etimología
Iris: nombre genérico llamado así por Iris la diosa griega del arco iris.
foetidissima: epíteto latino que significa "la más fétida".
Citología
Número de cromosomas de Iris foetidissima  (Fam. Iridaceae) y táxones infraespecíficos: 2n=40.
Sinonimia
- Xiphion foetidissimum (L.) Parl., Nuov. Gen. Sp. Monocot.: 45 (1854).
- Spathula foetidissima (L.) Fourr., Ann. Soc. Linn. Lyon, n.s., 17: 163 (1869).
- Xyridion foetidissimum (L.) Klatt, Bot. Zeitung (Berlin) 30: 500 (1872).
- Iris foetida Thunb., Iris: 16 (1782).
- Iris foetida (Medik.) J.P.Bergeret, Phytonom. Univ. 2: 185 (1786), nom. illeg.
- Chamaeiris foetida Medik., Hist. & Commentat. Acad. Elect. Sci. Theod.-Palat. 6: 418 (1790).[11]

## Nombres comunes
- Castellano: efémero, espadaña, espadaña hedionda, espátula fétida, iride, lieio hediondo, lirio, lirio de agua, lirio espadañal, lirio fétido, lirio hediondo, lirio silvestre, rosa de lobo, xiride, xíride.[10] Asturiano: fueya'l bregón.